# Goldville
Goldville – miasto w Stanach Zjednoczonych, w stanie Alabama, w hrabstwie Tallapoosa. W roku 2023 miasto zamieszkiwało 56 osób, a gęstość zaludnienia wynosiła 21,5 osoby/km².